# Sven Gösta Nilsson
Sven Gösta Nilsson (* 14. Januar 1927 in Kristianstad; † 24. April 1979 in Lund) war ein schwedischer Kernphysiker.
Nilsson war der Sohn eines protestantischen Predigers und verlor seine Eltern früh. Er studierte zunächst technische Physik an der Königlich Technischen Hochschule Stockholm und in dieser Zeit für ein Jahr in
Pasadena. 1950 wechselte er an die Universität Lund zur theoretischen Physik. Dort entwickelte er das nach ihm benannte Nilsson-Modell für deformierte Kerne als System unabhängiger Nukleonen in einem deformierten Potential, durch das er Bekanntheit erlangte. Er arbeitete mit Aage Bohr und Ben Mottelson vom Niels Bohr Institut in Kopenhagen zusammen,  an dem Nilsson bereits 1952 war, damals aber mit Experimentatoren wie Thomas Lauritsen zusammenarbeitete. 1955 wurde er in Lund promoviert.
1963 wurde er Professor für mathematische Physik in Lund. 1956/57, 1960/61 und 1972/73 war er Gastprofessor an der University of California, Berkeley.
Er untersuchte auch den Einfluss von Einteilchenzuständen auf den Kernspaltungsprozess, den Einfluss von Paarkorrelationen (mit Prior) und die Existenz superschwerer Elemente, speziell die Insel magischer Teilchenzahlen um das Element mit der Ordnungszahl 114.
Seit 1974 war er Mitglied der Königlich Schwedischen Akademie der Wissenschaften.